# Mochila

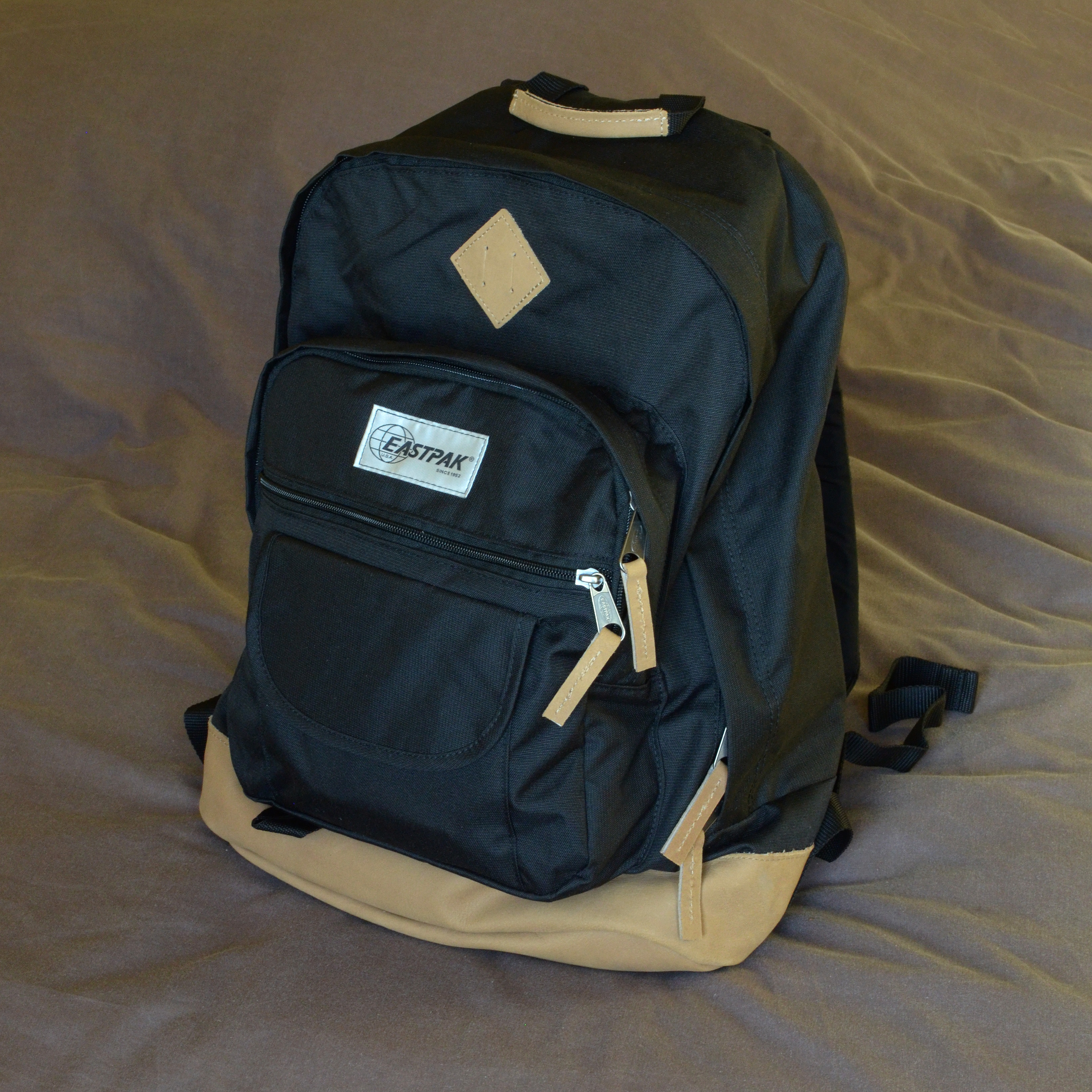
Mochila

Una mochila, morral, macuto, bulto, maletín o bolso es un recipiente para llevar el equipaje, por lo general sujeto a la espalda por medio de correas o bandas que  pasan por los hombros y se atan a la cintura. Su uso ha generado el término mochilero. También puede asociarse esta palabra al saco o bolsa de tela fuerte que llevan sujeta a la espalda los cazadores y excursionistas; en Colombia la palabra mochila suele referirse a una talega denominada como ‘mochila arhuaca’.

## Etimología
Según Joan Coromines, mochila proviene de mochil, «mozo de recados», por ser una prenda característica del mismo, voz que a su vez procede del vasco mutil o motil (diminutivo motxil) «muchacho», «criado». El origen de esos términos parece estar en el latín mutilus, «mutilado», «mocho», por la costumbre de trasquilar a los jóvenes. Se aprecia una contigüidad de sentidos (metonimia), ya que el «mozo de recados» pasó a llamarse «macuto», que —por asociación pars pro toto—, el término mochila pasa de designar a una persona que hace recados a designar la prenda característica del mismo.

## Materiales de fabricación y uso
La cordura, un derivado de la poliamida, es el material más utilizado hoy en día para la construcción de mochilas, ya que está dotada de una excelente relación peso y resistencia a la abrasión y el desgarro. Los grosores más recomendados van de los 500 a los 8000 deniers. Mediante un acabado con revestimiento, resinado o inducido, de poliuretano, se logra la impermeabilidad de las mochilas, aunque las costuras siempre serán las vías preferidas del agua para hacer incursiones en la ropa, saco y otras cosas que llevemos en su interior. Algunas mochilas superligeras de mediana y gran capacidad emplean tejidos como el Kevlar, fibra de gran resistencia a la abrasión, para su construcción. En los últimos años se están creando modelos con materiales reciclados a partir de botellas de plástico, como algunos modelos fabricados en PET.
Se suele preferir el uso de mochilas, en lugar de bolsos para transportar cargas pesadas en largos periodos de tiempo, porque los hombros soportan mejor el peso que las manos. Las mochilas más grandes descargan la mayor parte del peso en cinturones que rodean las caderas, dejando las bandas que pasan por los hombros solo para estabilizar la carga. Esto permite llevar cargas pesadas porque las caderas son incluso más fuertes que los hombros y mejora la agilidad y el equilibrio porque la carga reside cerca del centro de masa del cuerpo humano. Además, esto permite descargar la columna vertebral de carga que la puede dañar.

## Tipología, clasificación y características
Existen diversos modelos de mochilas, según sea el objetivo específico: escalada, senderismo, viaje, militar y portabebés, por nombrar algunos. También existen las llamadas mochilas de hidratación, fabricadas para portar en su interior un depósito de agua, y que disponen de una manguera que pasa sobre el hombro.
Si se clasifican por su capacidad, se pueden dividir en tres grandes grupos:
- Hasta 40 litros: Estas son utilizadas para actividades de una jornada o para ataque.
- De 40 a 65 litros: Su uso más habitual es para actividades en las que por lo menos se va a pasar una noche fuera, ya que es necesario llevar el saco, funda de vivac, hornillo, etc.
- Más de 65 litros: Este tipo de mochilas se utiliza para actividades de varias jornadas o para realizar porteros.

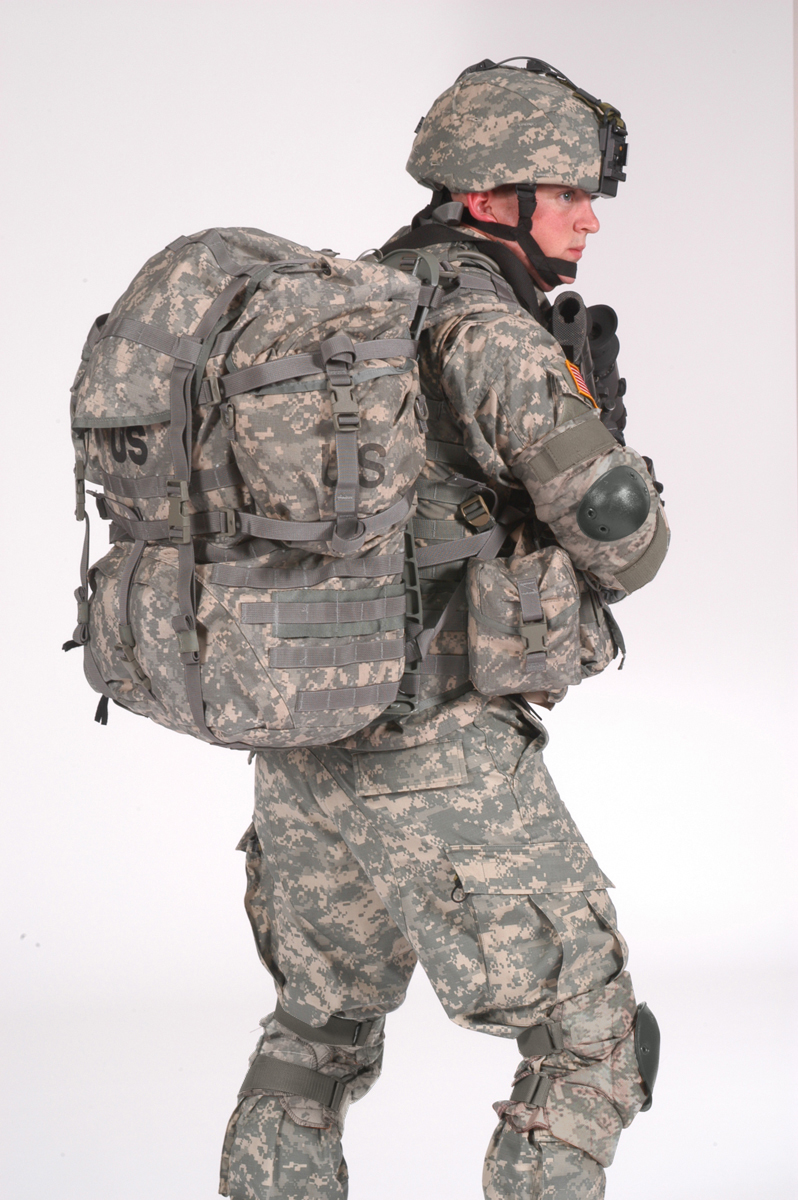
Mochila militar (macuto)
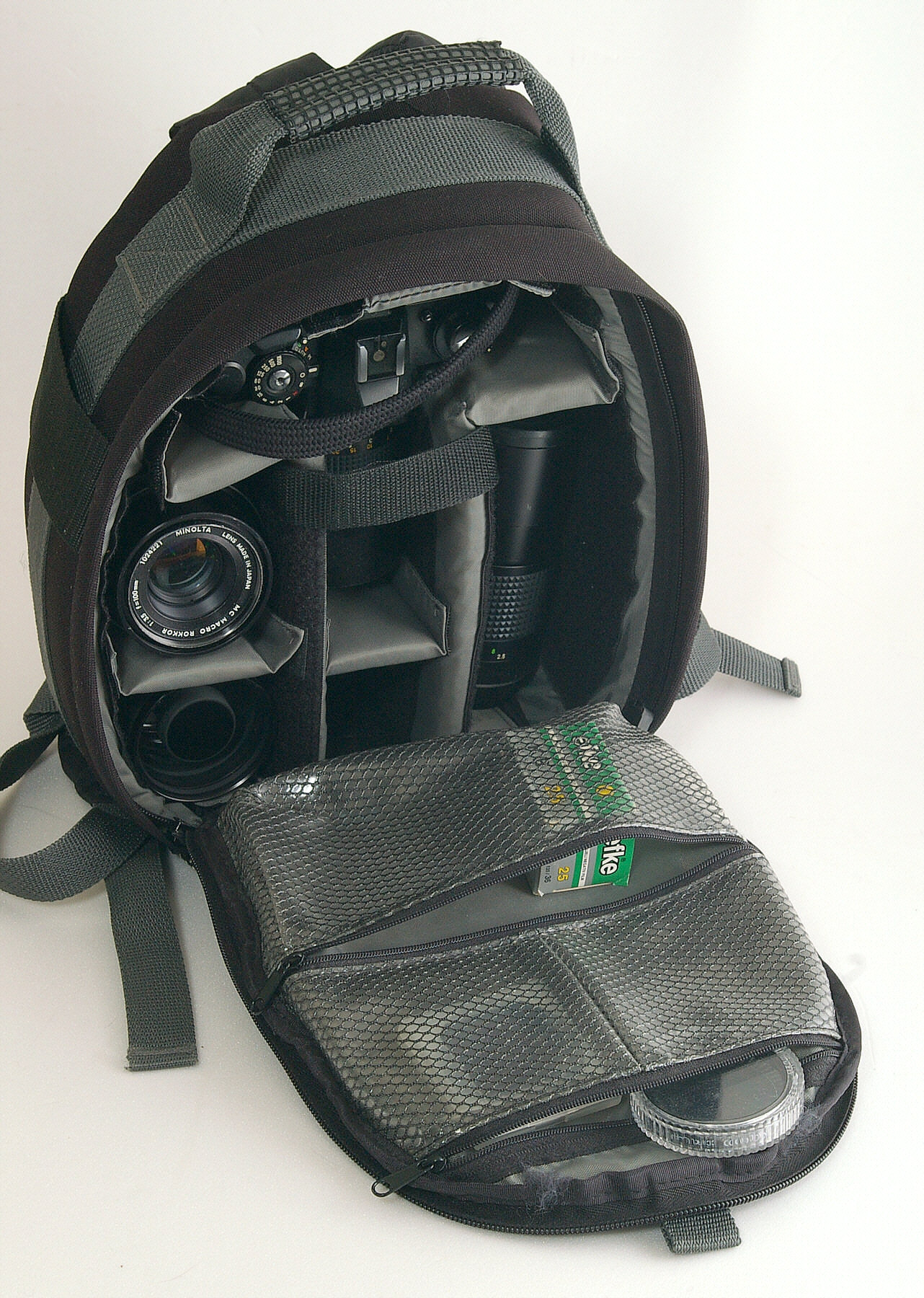
Mochila de fotógrafo
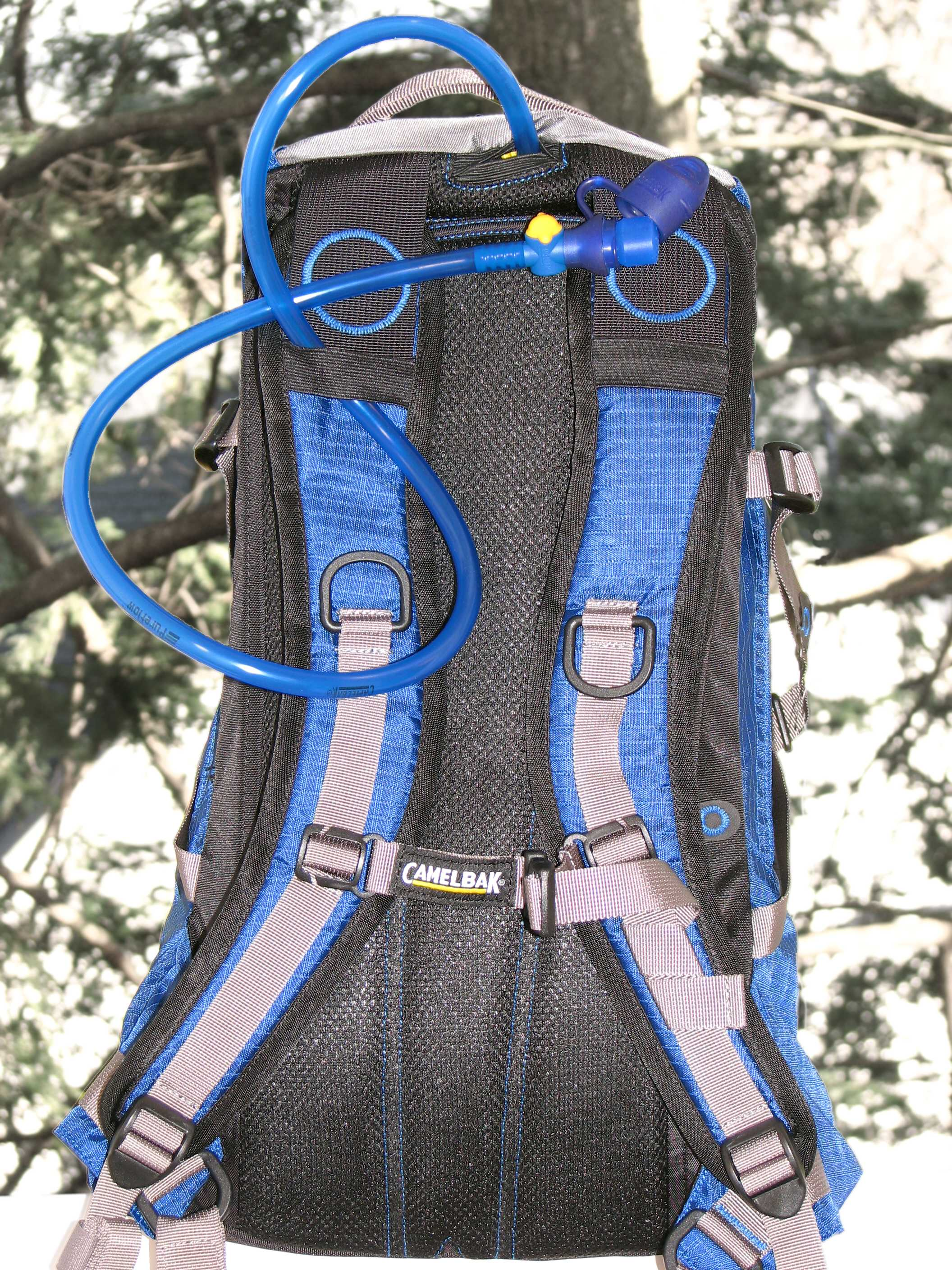
Mochila de hidratación
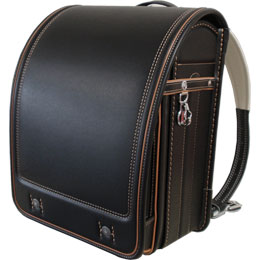
Mochila japonesa randoseru
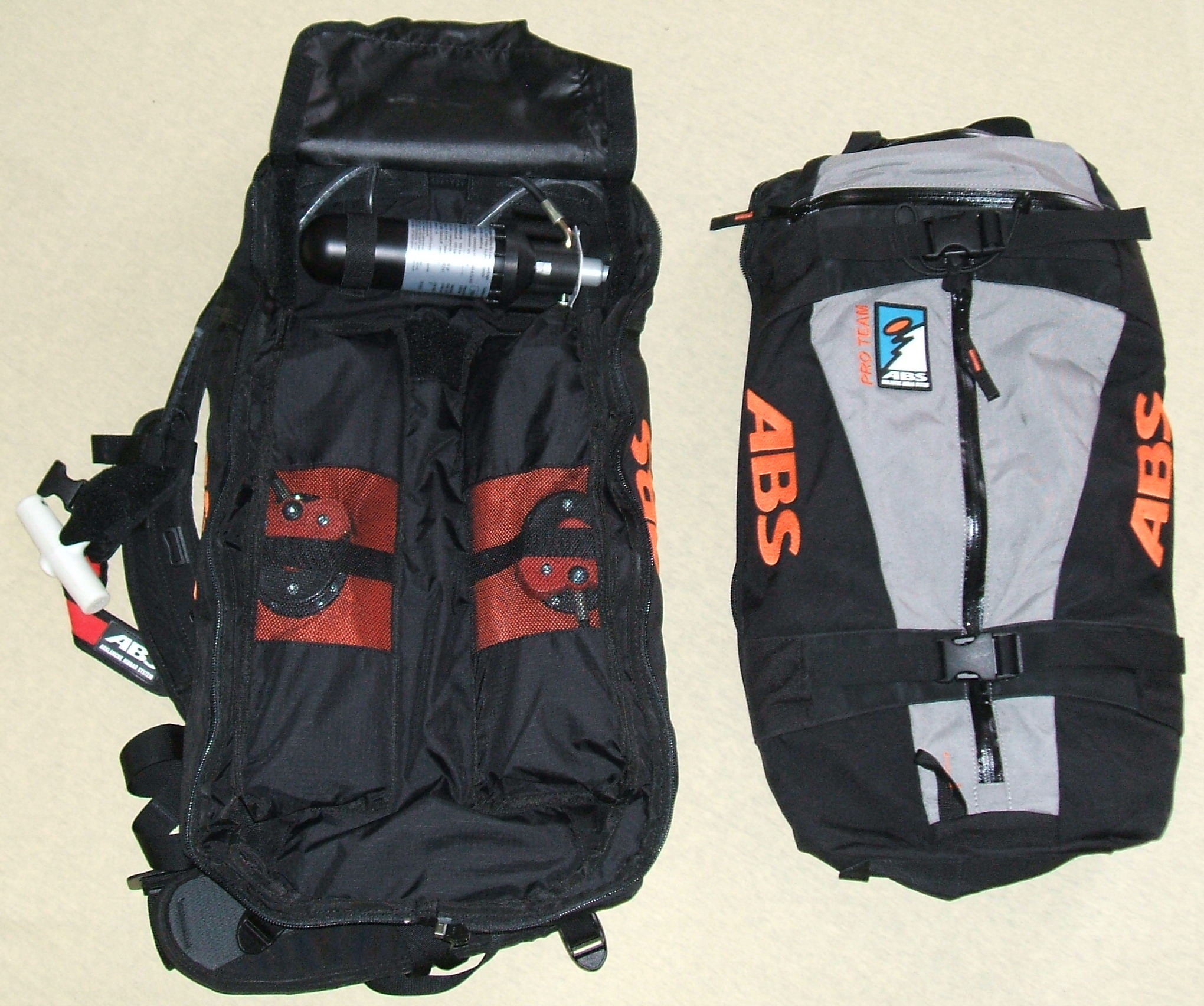
Mochila con airbag para avalanchas
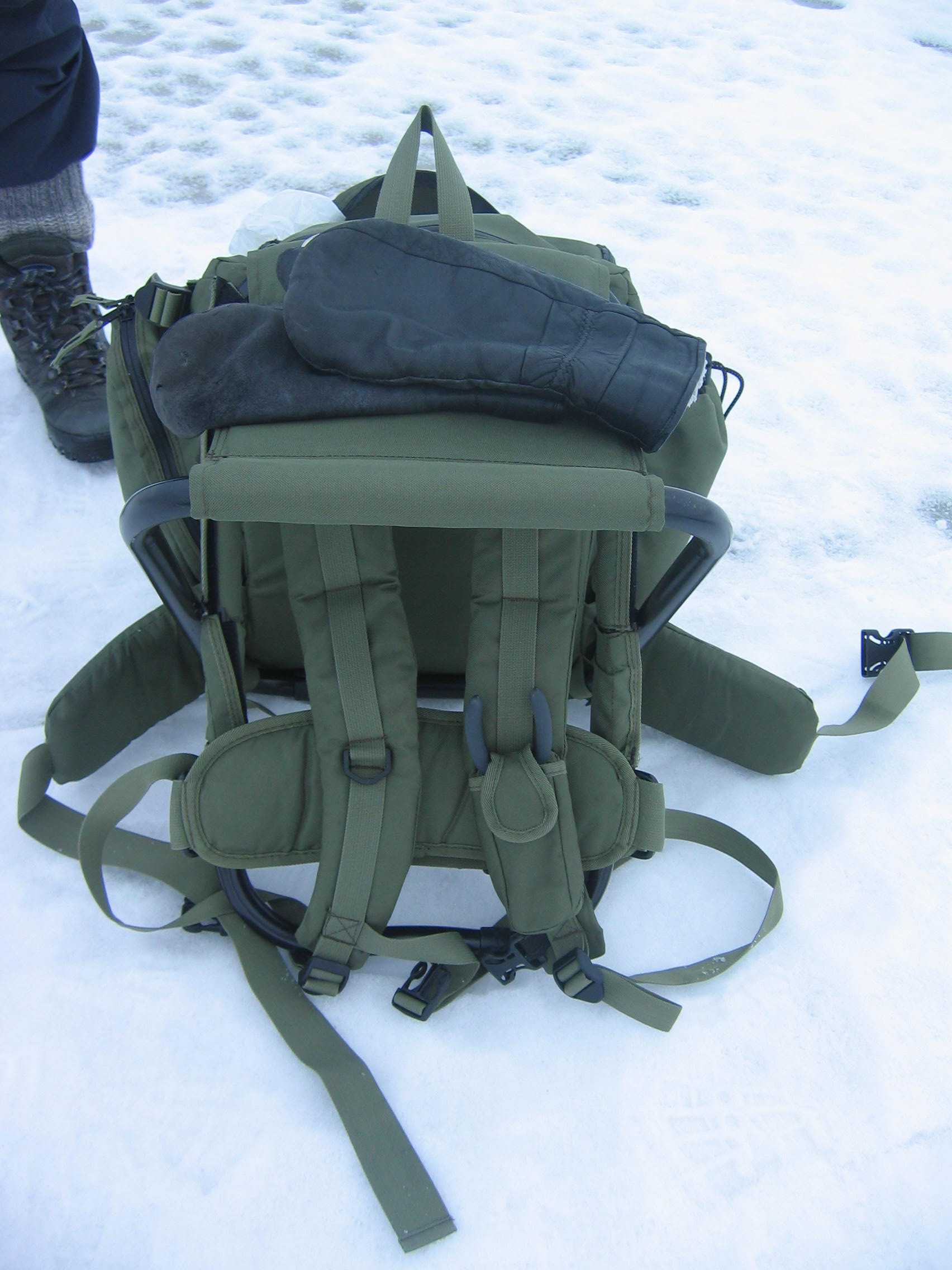
Mochila para jigging con asiento
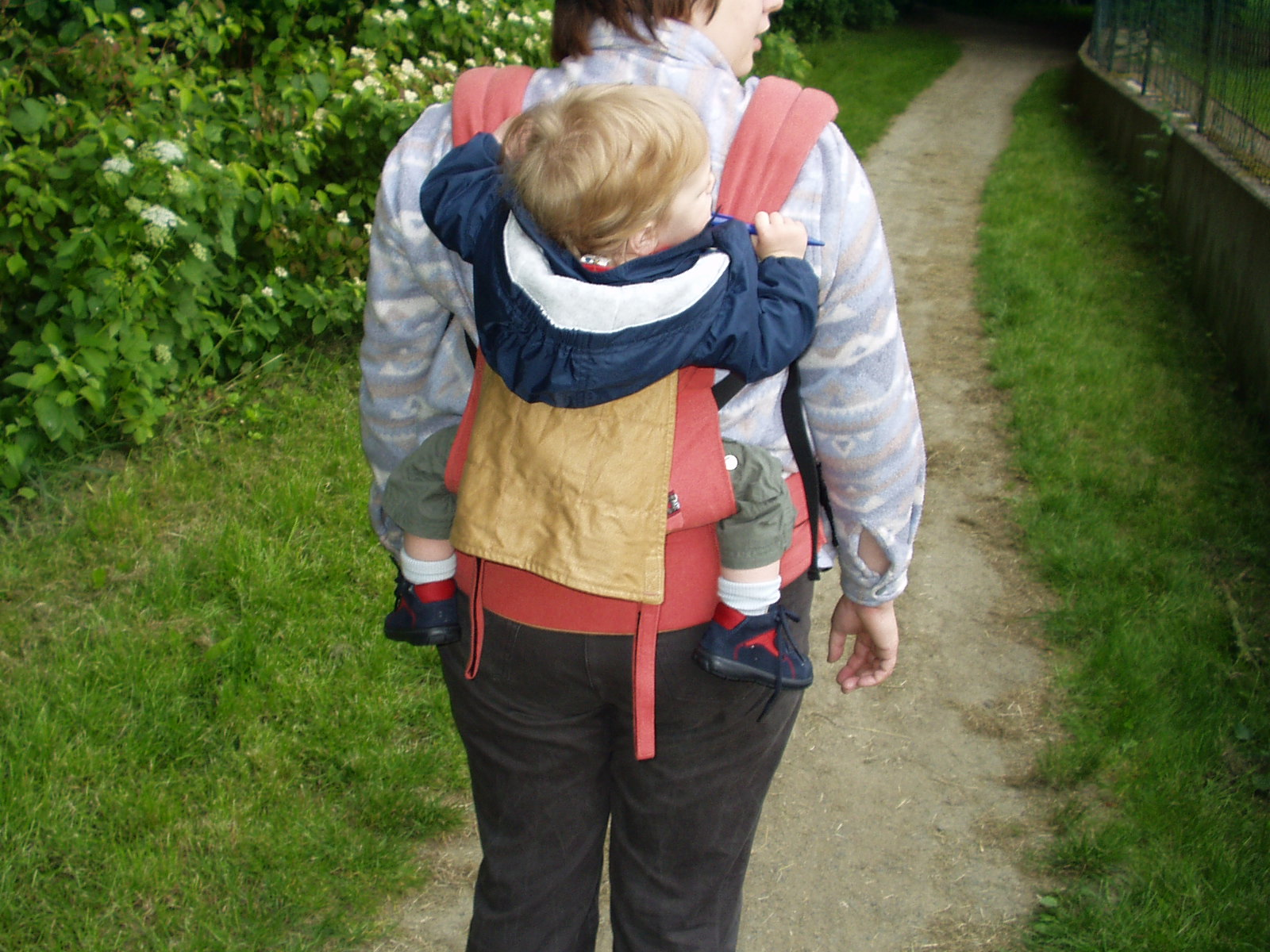
Mochila portabebés

### Mochilas escolares

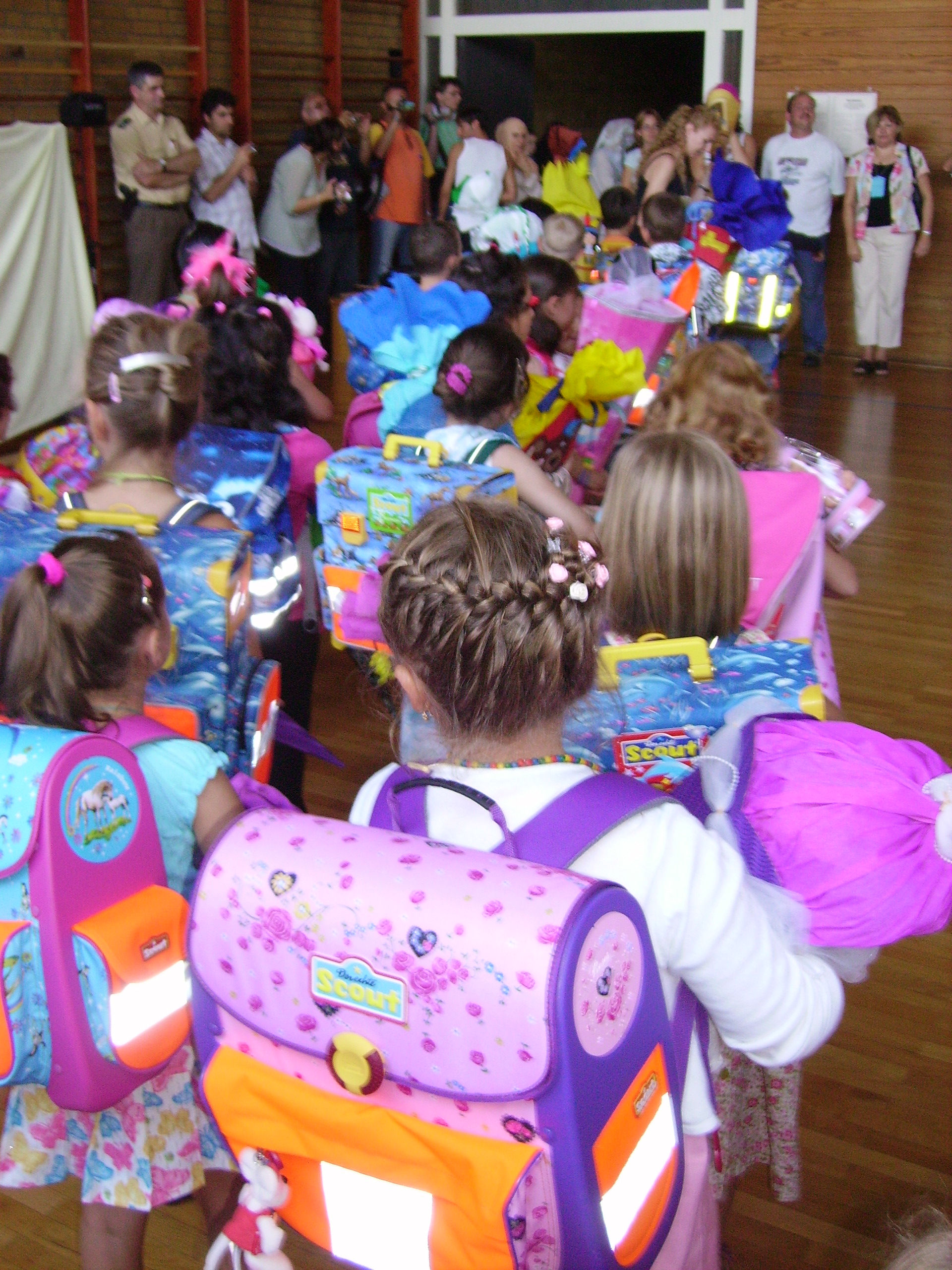
Niños con mochilas.

De forma progresiva, las mochilas han sustituido a las carteras en el uso escolar, puesto que distribuyen el peso por la espalda del niño. Se recomienda que tengan dos tiras simétricas regulables en función de la altura del niño. Tanto las tiras como la parte de la mochila que apoya en la espalda deben estar acolchadas para no dañar el cuerpo del portador. La mochila siempre debe quedar unos centímetros por encima de la cintura del niño. Así mismo, debe ponerse y quitarse evitando adoptar posturas forzadas que pudieran causar lesiones musculares. Algunos problemas que actualmente sufren los niños están causados por la mala colocación de las mochilas, y por el excesivo peso que las escuelas exigen transportar cada día. El peso no debe superar el 15% de lo que pesa un niño y el máximo debe rondar un 10%. Siempre hay casos excepcionales y estos datos pueden variar dependiendo de la constitución del niño y de su estado físico.

### Mochilas con ruedas
Una mochila con ruedas combina la funcionalidad de una mochila con la portabilidad de una maleta de equipaje con ruedas. Tal y como suena, se trata básicamente de una mochila con ruedas en la parte inferior y un asa fijada en la parte superior para que puedas tirar fácilmente de la mochila mientras caminas, una de sus desventajas es que lleva más tiempo lavarlas por sus ruedas. 

### Mochila de montaña, senderismo o mar
Estas mochilas o macutos, que primitivamente fueron de cuero o piel animal, son aquellas que superan la capacidad de 40 litros y suelen estar confeccionadas en materiales resistentes, como la poliamida. Pueden diferenciarse varias partes:
1. Cuerpo de la mochila: en él se pueden diferenciar dos apartados separados pero conectados por cremallera, uno abajo para meter el saco y otro más grande para meter el resto de material. A los lados del cuerpo suelen tener bolsillos.
2. Seta o cabecero: esta «tapa» se ubica encima del cuerpo de la mochila y tapa la abertura del cuerpo, tiene un bolsillo en la parte superior y a veces otro en la cara interna.
3. Espaldera: la parte más importante. Consta de un recubrimiento de espuma que protege la espalda de las estructuras rígidas que sostienen la mochila, un par de asas o bandas verticales que estabilizan la mochila y la pegan a la espalda, y un cinturón con acolchado para cerrarse sobre la cintura y soportar el peso.

Algunas incorporan placas solares, denominándose en este caso mochilas solares.

### Mochilas deportivas
Confeccionadas con materiales duraderos, resistentes y de alta calidad, elásticos en ocasiones, que permitan el movimiento. Además deben resultar fáciles de limpiar y tratar en máquinas de lavado. Las cremalleras suelen destacar por su calidad debido al excesivo uso que de ellas se hace, y a que suelen estar sometidas a presión al almacenar gran cantidad de artículos dentro de la mochila. Algunas disponen de bolsillos para almacenar líquidos y de esta manera asegurar una adecuada hidratación. Las hay genéricas y también especializadas para satisfacer las necesidades concretas de cada deporte específico.

### Mochilas urbanas
Esta denominación abarca mochilas con características diversas pero que tienen en común los siguientes aspectos:
1. Son mochilas con una capacidad menor a 25-30 kilos.
2. Son versátiles, ya que pueden ser usadas tanto para ir a trabajar como para salir. Incluso para viajar con ellas.
3. Son ergonómicas.
4. Generalmente suelen ser mochilas de moda.

Existen diseños de mochilas urbanas para hombre y para mujer, aunque la mayoría son unisex. 
Pueden estar fabricadas en diversos materiales como cuero, poliéster, poliuretano, PET, vinalón o nailon, entre otros. Sus elementos suelen ser resistentes para aguantar con garantías el día a día y el uso reiterado.